# Polat Kemboi Arıkan
Polat Kemboi Arıkan, född 21 september 1990 i Kenya, är en turkisk långdistanslöpare.
Arıkan tävlade i två grenar för Turkiet vid olympiska sommarspelen 2012 i London. Han slutade på nionde plats på 10 000 meter och blev utslagen i försöksheatet på 5 000 meter.
Vid olympiska sommarspelen 2016 i Rio de Janeiro slutade Arıkan på 13:e plats på 10 000 meter.